# Фажак-ан-Валь
Фажа́к-ан-Валь (фр. Fajac-en-Val) — коммуна во Франции, находится в регионе Лангедок — Руссильон. Департамент коммуны — Од. Входит в состав кантона Лаграс. Округ коммуны — Каркасон.
Код INSEE коммуны — 11133.

## Население
Население коммуны на 2008 год составляло 29 человек.
| 1962 | 1968 | 1975 | 1982 | 1990 | 1999 | 2008 |
| ---- | ---- | ---- | ---- | ---- | ---- | ---- |
| 29   | 32   | 26   | 33   | 32   | 30   | 29   |

## Экономика
В 2007 году среди 23 человек в трудоспособном возрасте (15—64 лет) 15 были экономически активными, 8 — неактивными (показатель активности — 65,2 %, в 1999 году было 66,7 %). Из 15 активных работали 15 человек (8 мужчин и 7 женщин), безработных не было. Среди 8 неактивных 4 человека были пенсионерами, 4 были неактивными по другим причинам.